# Suijutsu
Il suijutsu (水術) è una delle arti marziali giapponesi e precisamente quella che riguarda le tecniche di combattimento individuali in acqua. La traduzione letterale del termine è: "destrezza acquatica". Si ricollega all'antica tradizione del (bujutsu), risalente all'era feudale, e comprende un insieme di vari sistemi di combattimento.
| Controllo di autorità | NDL (EN, JA) 01058139 |